# Symmigma minimum
Symmigma minimum är en spindelart som först beskrevs av James Henry Emerton 1923.  Symmigma minimum ingår i släktet Symmigma och familjen täckvävarspindlar. Inga underarter finns listade i Catalogue of Life.